# Artemio Strazzi

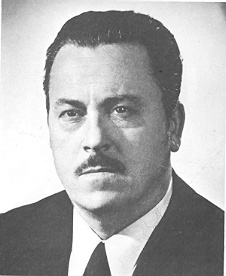
Artemio Strazzi

Artemio Strazzi (14 de novembro de 1921 - 19 de abril de 2013) foi um político italiano que serviu como prefeito de Ancona em 1964, presidente da província de Ancona em 1970 e deputado na 6ª legislatura (1972–1976).